# Megasema nunatrum
Megasema nunatrum är en fjärilsart som beskrevs av Eugen Johann Christoph Esper 1786. Megasema nunatrum ingår i släktet Megasema och familjen nattflyn. Inga underarter finns listade i Catalogue of Life.